# Liste der Naturdenkmale in Hosenfeld
Die Liste der Naturdenkmale in Hosenfeld nennt die im Gebiet der Gemeinde Hosenfeld im Landkreis Fulda in Hessen gelegenen Naturdenkmale.
| Bild            | Bezeichnung                                      | Ortsteil, Lage                                 | Beschreibung | Art    | Nr.      |
| --------------- | ------------------------------------------------ | ---------------------------------------------- | --- | ------ | -------- |
| Fotos hochladen | Linde bei der ehemaligen Amtswirtschaft von 1744 | Blankenau 50° 32′ 39,8″ N, 9° 28′ 24,8″ O      | Linde bei der ehemaligen Amtswirtschaft von 1744 - Der imposante Anblick der Amtslinde vor der 1744 von Propst Adalbert von Walderdorff errichteten Amtswirtschaft (Wikipedia Eintrag von Blankenau, Bildbeschreibung der Linde) - Naturdenkmal seit 1964 - Sommerlinde (Tilia platyphyllos) / Pflanzjahr nicht bekannt - prägt das Ortsbild von Blankenau - Schutzgrund: Seltenheit, Eigenart und Schönheit | Linde  | 6.31.480 |
| Fotos hochladen | „Alte“ Geisbuche                                 | Schletzenhausen 50° 31′ 6,3″ N, 9° 30′ 38,8″ O | Baumstumpf der „alten“ Geisbuche - Die „alte“ Geisbuche wurde durch den Eigentümer Hessen-Forst im Jahre 2003 gefällt. Sie wurde ca. 300 Jahre alt und stand 390 Meter über NHN. Der Stammumfang betrug 4,20 Meter und der Durchmesser des Stammes war 1,25 Meter. - Die „alte“ Geisbuche galt als markantes Wegekreuz auf den Zubringerstraßen von Hainzell und Kleinlüder zur Antsanvia. - Im Jahre 2006 gelang es einer neu gepflanzten Buche als Ersatzpflanzung nicht Fuß zu fassen und ging ein. - Stand 2021 lebt das Naturdenkmal durch eine Ersatzpflanzung im Jahre 2013 weiter (Einweihung der „neuen“ Geisbuche am 1. Mai 2014). | Buche  | 6.31.481 |
| BW              | Auerhahnfichte im Gieseler Forst                 | Hosenfeld 50° 28′ 54,2″ N, 9° 31′ 29,1″ O      | | Fichte | 6.31.483 |
| Fotos hochladen | Eiche am Eichhof                                 | Jossa 50° 28′ 44,5″ N, 9° 26′ 32,6″ O          | Eichbaum mit einer Steinbank - Naturdenkmal seit 1975; ursprünglich als Naturdenkmal mit Einzäunung aus Findlingen und Steinbank aufgenommen, die Einzäunung aus Findlingen wurde später abgetragen - Stieleiche (Quercus robur) / Pflanzjahr nicht bekannt - Außerhalb von Jossa in der Nähe der Gebäude - Schutzgrund: Seltenheit, Eigenart und Schönheit | Eiche  | 6.31.484 |

## Belege
1. ↑  
Naturdenkmalliste. (pdf; 866 kB) Anhang zu TOP II.22 der Kreistagssitzung am 07.06.2010. Naturdenkmale im Landkreis Fulda. Der Kreisausschuss Landkreis Fulda, 26. Mai 2010, abgerufen am 24. Januar 2016.
2. 1 2 3 4  Geisbuche. Schautafel bei der „alten“ Geisbuche. www.achterclub.de, archiviert vom Original (nicht mehr online verfügbar) am 26. Januar 2022; abgerufen am 18. September 2022.

- Karte mit allen Koordinaten:
- OSM |
- WikiMap